# Thuyết phục

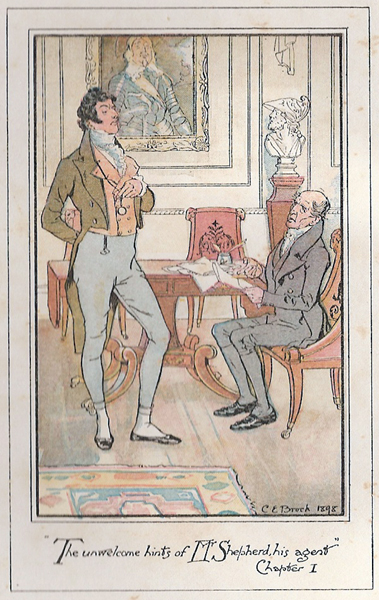
Thuyết phục, tiểu thuyết của Jane Austen, minh họa bởi CE Brock. Đối với Ngài Walter Elliot, nam tước, gợi ý của ông Shepherd, người đại diện của ông, là khá không mong muốn...

Thuyết phục là một thuật ngữ chung của ảnh hưởng. Thuyết phục có thể cố gắng ảnh hưởng đến niềm tin, thái độ, ý định, động lực hoặc hành vi của một người.
Trong kinh doanh, thuyết phục là một quá trình nhằm thay đổi thái độ hoặc hành vi của một người (hoặc một nhóm) đối với một sự kiện, ý tưởng, đối tượng hoặc người khác, bằng cách sử dụng các từ được viết, nói hoặc các công cụ trực quan để truyền đạt thông tin, cảm xúc, hoặc lý luận, hoặc sự kết hợp của chúng. Thuyết phục cũng là một công cụ thường được sử dụng để theo đuổi lợi ích cá nhân, chẳng hạn như vận động bầu cử, đưa ra một doanh số, hoặc trong vận động tòa án. Thuyết phục cũng có thể được hiểu là sử dụng tài nguyên cá nhân hoặc vị trí của một người để thay đổi hành vi hoặc thái độ của mọi người.
Thuyết phục có hệ thống là quá trình thông qua đó thái độ hoặc niềm tin được thúc đẩy bởi sự hấp dẫn của logic và lý trí. Mặt khác, thuyết phục heuristic là quá trình mà qua đó thái độ hoặc niềm tin được thúc đẩy bởi sự hấp dẫn của thói quen hoặc cảm xúc.

## Tóm tắt lịch sử
Sự thuyết phục bắt đầu với người Hy Lạp, những người nhấn mạnh hùng biện là tiêu chuẩn cao nhất cho một chính trị gia thành công. Tất cả các tòa án đã được tổ chức trước mặt Hội đồng, và cả công tố và bào chữa đều lắng nghe và chờ đợi, như họ thường làm ngày nay, về tính thuyết phục của người nói. Hùng biện là khả năng tìm thấy các phương tiện thuyết phục có sẵn trong mọi trường hợp. Nhà triết học Hy Lạp Aristotle liệt kê bốn lý do tại sao người ta nên học nghệ thuật thuyết phục:
1. sự thật và công lý là hoàn hảo; do đó, nếu một lần thua kiện, đó là lỗi của người nói
2. nó là một công cụ tuyệt vời để giảng dạy
3. một nhà hùng biện giỏi cần biết cách tranh luận cho cả hai bên để hiểu toàn bộ vấn đề và tất cả các lựa chọn, và
4. không có cách nào tốt hơn để tự bảo vệ mình.

Phương thức hùng biện của Aristotle:
1. ethos (uy tín)
2. logos (lý do)
3. pathos (cảm xúc) [6]